# Décès en 953
Décès
- 949
- 950
- 951
- 952
- 953
- 954
- 955
- 956
- 957

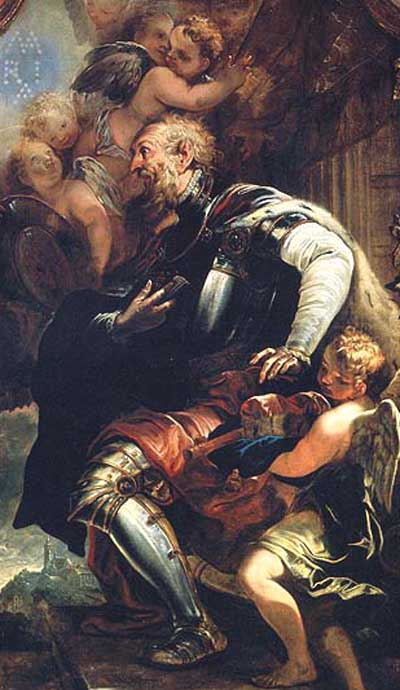
, mort en 953

Cette page dresse une liste de personnalités mortes au cours de l'année 953 :
- 18 mars (ou 19) : Al-Mansur, calife fatimide[1].

- Liutgarde (en), fille d'Otton Ier du Saint-Empire.
- Ma Yinsun (en), ministre chinois.
- Rasso (en), ou Rasso de Grafrath, comte de Dießen et Saint.
- Rhodri ap Hywel, roi de Deheubarth.

## Crédit d'auteurs
- Cet article est partiellement ou en totalité issu de l'article intitulé « 953 » (voir la liste des auteurs).